# برعشیت
برعشیت (به عربی: برعشيت) یک منطقهٔ مسکونی در لبنان است که در شهرستان بنت جبیل واقع شده‌است.
 برعشیت   ۷۱۰ متر بالاتر از سطح دریا واقع شده‌است.